# Flüglinger Berg
Der Flüglinger Berg ist ein 541 m ü. NN hoher Berg des Mittelgebirges Fränkische Alb bei Weimersheim, einem Ortsteil von Weißenburg im Landkreis Weißenburg-Gunzenhausen in Bayern.

## Geographische Lage
Der Flüglinger Berg erhebt sich zwischen Weißenburg und Alesheim im Naturpark Altmühltal in der Weißenburger Alb, dem westlichen Teil der Südlichen Frankenalb. Er ist ein Zeugenberg im Fränkischen Keuper-Lias-Land. Östlich liegt Weimersheim, im Süden die Kreisstraße WUG 1. Am Fuß des Berges liegen die Quellen des Mittelbühlgrabens und des Weimersheimer Baches.

## Wallanlagen und Turmhügelburg
Das Plateau des Flüglinger Berges wurde schon während der Mittelsteinzeit begangen und ab der Jungsteinzeit besiedelt. Auch während der Hallstattzeit und vermutlich noch in der Latènezeit war er bewohnt. Im Frühmittelalter, im 7. bis 10. Jahrhundert, befand sich auf dem Bergplateau eine große Mittelpunktsburg, sie umfasste eine Fläche von 500 mal 100 bis 150 Meter. Ein halbrunder, bis zu vier Meter hoher Wall mit Außengraben zeugen noch von ihr. Während des Hochmittelalters, vermutlich im 13. Jahrhundert entstand eine Turmhügelburg an der Ostseite des Plateaus. Die abgegangene Burg weist noch einen eindrucksvollen Turmhügel auf, seine Oberfläche ist 55 mal 60 Meter groß und gehört damit zu den größten und am besten erhaltenen Anlagen im gesamten Landkreis. Die Anlage wurde Burg Flüglingen genannt und von den Kropfen von Emetzheim erbaut, die sich dann nach ihr „von Flüglingen“ nannten. 
Während der Neuzeit wurde der Berg erneut begangen. Damals wurden drei Rechteckschanzen errichtet, die etwa 50 × 60 Meter maßen, deren Zweck aber unbekannt ist. Von den unfertigen Schanzen sind maximal drei Seiten erhalten, die vierte Seite wird durch den südlichen Steilhang gebildet. Von der dritten, westlichen Schanze ist nur ein Stück der Westseite erhalten oder fertiggebaut worden.